# Przymiłowice-Kotysów
Przymiłowice-Kotysów – część wsi Przymiłowice w Polsce położona w województwie śląskim, w powiecie częstochowskim, w gminie Olsztyn.
Przed 2023 r. miejscowość była miejscowością podstawową typu wieś.
We wsi, na ul. Sokolej, znajduje się murowana kapliczka, zbudowana przez mieszkańców wsi w 1907 r. i poświęcona przez ówczesnego proboszcza olsztyńskiego ks. Macieja Batorskiego.